# 周防正行
周防正行（日语：／ Suo Masayuki、1956年10月29日—），日本電影導演與劇本作家，曾獲得日本電影金像獎最佳影片獎。曾任太田出版監察人。

## 生平
周防正行在1981年畢業於立教大学文学部傳文科、受到蓮實重彦撰寫的講義「電影表現論」影響。畢業後，周防正行曾在高橋伴明、若松孝二、井筒和幸等人的作品中擔任副導演。
周防正行在1983年演出黑澤清執導的粉紅電影《神田川淫亂戰争》。1984年執導粉紅電影《變態家族兄長新娘》，劇情諷刺小津安二郎執導的經典《東京物語》，為周防正行處女作。他與伊丹十三合作，完成《稅務女郎》（1987年）和《稅務女郎2》（1988年）。1989年，周防正行執導《時尚舞蹈》（ファンシィダンス）。1992年，《五個相撲少年》（シコふんじゃった。）、1998年《談談情跳跳舞》獲得日本電影金像獎最佳影片獎。 2008年、《即使這樣也不是我做的》獲得《電影旬報》選為2007年日本電影部門第一名。2009年、周防正行與草刈民代獲得第2回白金夫婦獎。2013年、《終之信託》獲得每日電影獎最佳電影獎。

## 導演
- 《變態家族兄長新娘》
- 《五個相撲少年》（シコふんじゃった。）
- 《談談情跳跳舞》
- 《即使這樣也不是我做的》
- 《終之信託》
- 《窈窕舞妓》

## 演出
- 《神田川淫亂戰争》（1983年）
- 《墳墓與離婚》（1993年）
- 《119》（1994年）
- 《東京日和》（1997年）

## 外部連結
- Masayuki Suo在互联网电影资料库（IMDb）上的資料（英文）
- 日本電影數據庫（JMDb）上周防正行的資料（日語）
- allcinema - 周防正行部落格（页面存档备份，存于）